# 自然七度

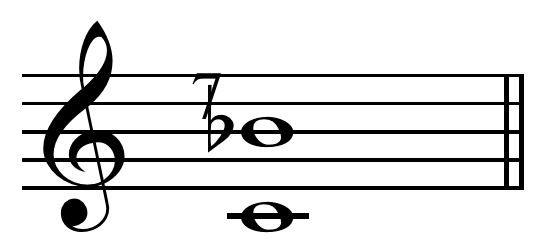
自然七度 、7リミットの七度。

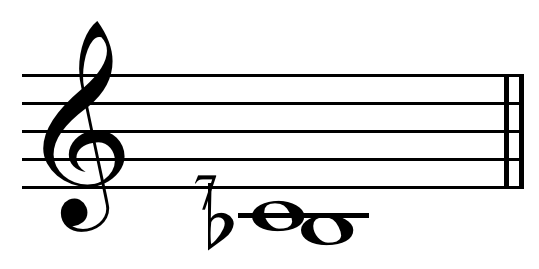
転回型である、七の長二度（B7♭が根音）。

自然七度（しぜんななど、 再生）とは、周波数比が正確に7:4（約969セント）の音程である。「七の短七度」（septimal minor seventh） または「下短七度」（subminor seventh）と呼ぶこともある。「一般的な」の純正短七度（周波数比9:5、約1017.596セント、これは平均律での比25⁄6:1、1000セントと非常に近い）よりもやや狭く、「より美しい質の」音程である。自然七度は第7倍音と第4倍音（基音の2オクターブ上）の間の音程であるため、倍音列に由来していると考えられる。
ナチュラル・ホルンでは、この音程を16:9の音程に調整して演奏されることがよくあるが、ベンジャミン・ブリテンの「テノール、ホルンと弦楽のためのセレナード」などの作品では真の7倍音が使われている。
作曲家のベン・ジョンストンは、 音程が七の四分音（49セント、1018 - 969 = 49）だけ低いことを示す臨時記号として小さい「7」を、49セントだけ高いことを示す臨時記号として逆さまの「7」を使用している。そのため、「第七部分音」である自然七度は、ハ長調の場合はB♭の♭の上に「7」を書いて記譜される。また、自然七度は、バーバーショップ音楽の歌手が属七の和音（自然七の和音）を協和させる時にも使われており、これがバーバーショップ・スタイルには欠かせない要素になっている。
自然七度は、増六度と比べて七のクレイズマ（7.71セント、ピタゴラスコンマの約3分の1）だけ異なり、平均律の短七度よりも約六分音（≒31セント）だけ低い。自然七度を用いると、属七の和音が持つ「完全五度への『解決の必要性』」が弱くなったり、なくなったりする。自然七度を用いた属七の和音は主音上（I7）で使用され、「完全に解決した」最終和音として機能する。